# Caecidium
Caecidium is een geslacht van kevers uit de familie van de loopkevers (Carabidae). De wetenschappelijke naam van het geslacht is voor het eerst geldig gepubliceerd in 1971 door Ueno.

## Soorten
Het geslacht Caecidium omvat de volgende soorten:
- Caecidium trechomorphum Ueno, 1971
- Caecidium yasudai Ueno, 1972